# Duitse represailles in Zemst
De Duitse represailles in Zemst waren represailles van Uhlanen tegen de burgerbevolking van Zemst op 25 augustus 1914 en zijn minder bekend dan gelijkaardige oorlogsmisdaden begaan tijdens dezelfde campagne in steden als Dinant en Leuven, omdat het aantal slachtoffers daar veel hoger lag. Dit artikel is gebaseerd op getuigenissen van dorpsgenoten, gepubliceerd in een boek.

## 20 augustus
De Duitsers hadden op 20 augustus 1914 Brussel ingenomen, daar waar de Belgische militairen zich in de fortengordel rond Antwerpen hadden geconcentreerd. Tussen beide gebieden ontstond een soort niemandsland, waarin het gewone leven zijn gang ging, buiten dat de mensen die het zich konden veroorloven veiliger oorden hadden opgezocht. De gewone boer verkoos te allen tijde bij zijn vee en land te blijven. De Duitsers staken hun neus aan het venster te Zemst en bouwden er een wachtpost op de brug over de Leibeek, een zijarm van de Zenne, aan de Brusselsesteenweg, niet ver van de grens met Mechelen.

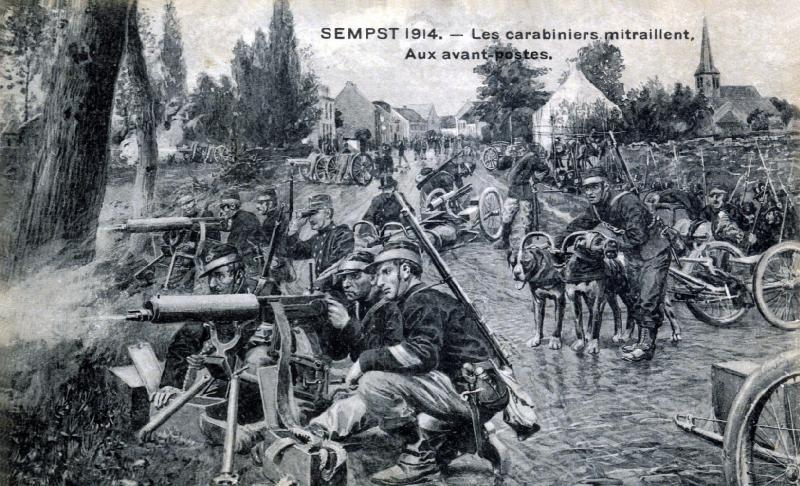
Carabiniers in een voorpost in Zemst

## 22 augustus
Op deze regenachtige zaterdag was Mechelen als een dode stad, zonder nog één Belgische vlag. De Uhlanen hadden aan hun wachtpost aan de Zennebrug de bejaarde burgemeester als een soort gijzelaar bij zich. Een paar dames werden opgehouden en moesten hun auto aan de Duitsers laten. In ruil kregen ze een paardekar. Vier Uhlanen reden met de opgevorderde wagen vanuit Zemst in volle vaart naar Mechelen, waar al minstens één Uhlaan neergekogeld werd door een karabinier.

## 23 augustus
Op zondag 23 augustus reden een paar Duitse Uhlanen vanuit Zemst naar Hombeek om er een kijkje te nemen, want dat was de hoofdtaak van deze militaire groep: verkennen. De zoon van de koster van Hombeek had de soldaten al zien afkomen vanuit de kerktoren en liet de Belgische soldaten, die in een dorp verderop (Leest) verbleven, verwittigen. De Uhlanen werden allen ter plaatse neergeknald. Ook langs de spoorlijn Mechelen - Brussel werden er die dag Uhlanen neergeschoten door Belgen gelegerd op de spoorberm aan het Mechelse Coloma-complex.

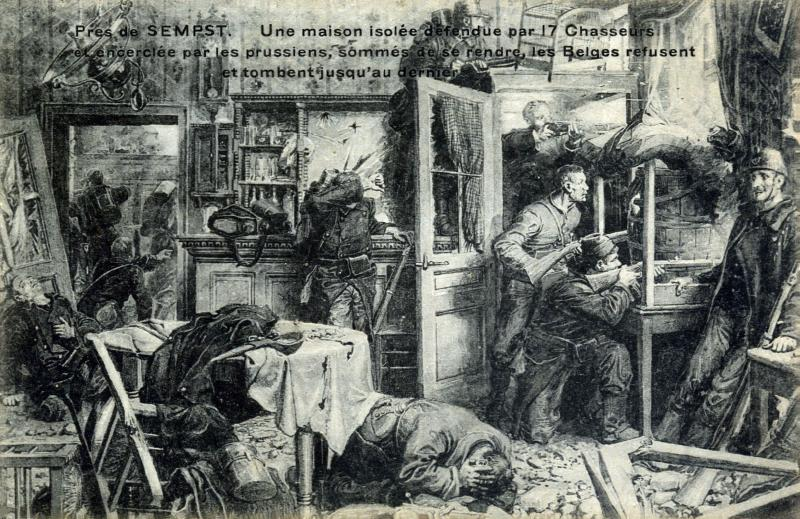
17 Jagers verdedigen een geïsoleerd huis in de omgeving van Zemst

## 24 augustus
Een dag later, een zonnige maandag 24 augustus, durfden Belgische jagers te paard de confrontatie aan dichter tegen de vijand, vlak aan de grens Mechelen-Zemst te Geerdegem. Meestal lieten vele Uhlanen, slechte schutters als ze waren, tijdens deze kleine confrontaties het leven. De soldaten van deze Duitse gevechtseenheid schoten volgens de Zemstenaren onderarms. Die dag bezetten de Belgen het Zemstse gehucht De Brug, een huizengroep gelegen aan de Zenne en de Leibeek. Ze brachten er de nacht door in de huizen van de bewoners. De officieren bespraken er het mogelijk verdere verloop van de gevechten en bepaalden er de frontlijn voor de volgende dagen. De Duitsers trokken zich voorlopig even terug richting hun kampement tussen Zemst en Hofstade. Hun aantal werd geschat op 2000.

## 25 augustus
Dinsdag 25 augustus staat bekend als de dag van de eerste uitval uit de forten rond Antwerpen. Rond 3 uur werden de Belgische soldaten gewekt. De hoefslagen op de kasseien verraden de aanwezigheid van de Duitse Uhlanen. Hun leider was een kolonel. Deze werd prompt door het hoofd geschoten door een Gents soldaat. Anderen werden eveneens neergeschoten. Ook de Belgen trokken in verwarring richting Mechelen. Deze terugtrekking zou achteraf een ramp betekenen voor de Zemstste burgerbevolking, want bij het krieken van de dag, vlak na het treffen, kwamen de Duitsers massaal over het dorp. Zij inspecteerden elk huis in het gehucht De Brug en bekoelden hun woede op de bewoners, die aangemaand werden naar buiten te komen. Meermaals werden hun huizen in brand gestoken met zogenaamde "pastilles nitrocellulose gelatinées" of door middel van het besproeien met benzine. Verschillende mensen die tegenstribbelden werden dood- of neergeschoten.
- Alexander Bouwens, bijgenaamd Sander. Deze leerjongen van de plaatselijk fietshersteller was een wees geboren te Gilly in 1894. Toen de Duitsers de werkplaatsen in brand staken vluchtte hij, waarna de Duitsers hem oppakten. In de verwarring zag hij de kans om te ontsnappen, maar liep prompt in de armen van aankomende soldaten. De dronken, opgehitste mannen grepen de jongen vast en wierpen hem op de grond. Met een bijl uit de beenhouwerij hakten ze zijn benen af tot boven de knieën en daarna zijn armen tot boven de ellebogen. De buren zagen hoe de Duitsers achteraf de ledematen en de romp van de jongen in het vuur gooiden.
- Louis De Boeck, die 's morgens met zijn fiets in het Mechelse Arsenaal wilde gaan werken, werd door de nek geschoten
- Naast het huis waar dit incident plaatsvond, woonde melkventer Jan Van Relegem en zijn vrouw Fannie De Rey, een jong koppel. Toen de Duitsers zijn paard wilden opeisen versperde de man de Duitsers de weg, waarop dezen hem prompt een dumdumkogel door de dij joegen. Toen zijn vrouw op de plaats van het onheil arriveerde, wierp ze zich woedend op de soldaten. Deze schoten haar door de borst. Van Relegem heeft nog een jaar geleefd. Door slechte verzorging van zijn wonde overleed hij in 1915. Bij de vrouw werden verrassend genoeg geen vitale organen geraakt en zij genas in extremis nog.
- Armand Van der Heyden zijn beenhouwerij werd in brand gestoken, terwijl er nog mensen in huis zaten. Toen hij door het dak wilde ontsnappen werd hij door scherpschutters door het hoofd geschoten. De andere bewoners bleven ongedeerd.
- Vader Joannes Van Dam en zijn zoon Frans, die zeer kort bij de grens Mechelen-Zemst woonden, werden later teruggevonden onder het lijk van een Duits soldaat in de kalkput van hun eigen huis. De vader was doodgeschoten, de zoon was door de keel gestoken
- De wandaden gebeurden rond 5 uur in de ochtend. Bij de familie van Felix Alcide werd na het inbeuken van de deur de koekoeksklok kapotgeslagen. Ze had net 5 uur geslagen. De man en zijn familie werden naar het centrum gevoerd. Midden op de weg kreeg hij een bajonetsteek in de rug. Hij werd nadien naar het klooster vervoerd en overleefde het incident.
- Aan de overkant van de weg, bij de familie Bal, vielen twee doden te betreuren. De vader trachtte met een koffer snel uit zijn huis te raken maar werd prompt doodgeschoten. Zoon Jean werd woest en begon de Duitsers uit te schelden. Zijn grootvader wilde hem nog beschermen maar hij rukte zich los en liep naar de soldaten. Zijn buik werd opengereten door een bajonet terwijl de grootvader hem nog terug probeerde te trekken.

De Amerikaanse correspondent E.A.Powell hielp mee een vader en een zoon begraven, onschuldige landbouwers. De vader had volgens de journalist 22 bajonetsteken in zijn hoofd. De reporter kon nog net ontsnappen met zijn auto voor de oprukkende Uhlanen, samen met de laatste Belgische soldaten die de aftocht van de rest moest dekken.
De Amerikaanse diplomaat Hugh S. Gibson was op 25 augustus eveneens aanwezig op de plaats van het onheil. Samen met een Belgisch kolonel volgde hij vanop de spoorwegberm de bewegingen van de Uhlanen. Ook zijn getuigenissen werden nadien eveneens gepubliceerd.
Na deze rampdag stonden er geen 20 huizen meer recht in het dorp. De rest lag omver of platgebrand. Wat een verwoesting, daar zijn geen woorden voor, meldt brancardier Pieter De Pauw vanuit Boom op 27 augustus.

### Levend schild
De Duitsers begonnen na hun wandaden gijzelaars te verzamelen, omdat ze inzagen dat ze een levend schild nodig hadden tijdens hun terugtrekking naar Brussel toe. Tijdens deze actie vielen nog een aantal slachtoffers door het ongeduld van de Uhlanen. Al deze wandaden duurden tot 10 uur in de ochtend. In grote wanorde trokken de Duitsers zich terug samen met hun gewonden die zij op een hoop op paardenkarren hadden gelegd. De aftocht onder beschutting van de Zemstse gijzelaars ging van Zemst, Eppegem en Houtem naar Peutie. In dit dorp hielden ze halt aan de kerk. Er werden zes mannen geselecteerd om geëxecuteerd te worden: Corneel Van Messem, Petrus De Greef, Louis Alcide, Jan Beullens, Frans De Wit en een zekere Van Oppens uit Mechelen. Zij dienden hun eigen graf te graven en werden ter plekke doodgeschoten, nadat ze tevergeefs om genade hadden gesmeekt. Een van hen stond na het eerste salvo terug op en smeekte opnieuw om genade. Inwoners van Peutie beweerden dat er zelfs een paar levend werden begraven.
In Zemst-Laar werden er eveneens twee gijzelaars, Joseph Diddens en Jean François De Buyser, op ongeveer dezelfde manier om het leven gebracht

### Terreinwinst voor de Belgen
Koning Albert overschouwde om 7.30 uur van op de Sint-Romboutskathedraal in Mechelen de plaats van de gevechten en de Belgen staken in groten getale zuidwaarts de Zenne over richting Zemst-dorp en zaten de Duitsers achterna met grote omzichtigheid. De Jagers doorzochten ieder hoekje en iedere struik. Met veel schrik trokken zij over de Hoogstraat door de opgeschoten aspergevelden, die eventueel als hinderlaag zouden kunnen gebruikt worden. Toen zij uiteindelijk de kerktoren van Zemst ingenomen hadden, konden zij de situatie beter overschouwen. De Duitsers hielden Elewijt in hun greep en van daaruit beschoten zij de kerktoren van Zemst. De dorpelingen ontvingen de Belgen als helden en boden brood en melk aan, doch de officieren raadden hen toch aan het dorp te verlaten. Volgens hen zou er morgen (26 augustus) opnieuw slag geleverd worden. De inwoners hadden een dag de tijd om hun doden te begraven.